# ラナーハヤブサ

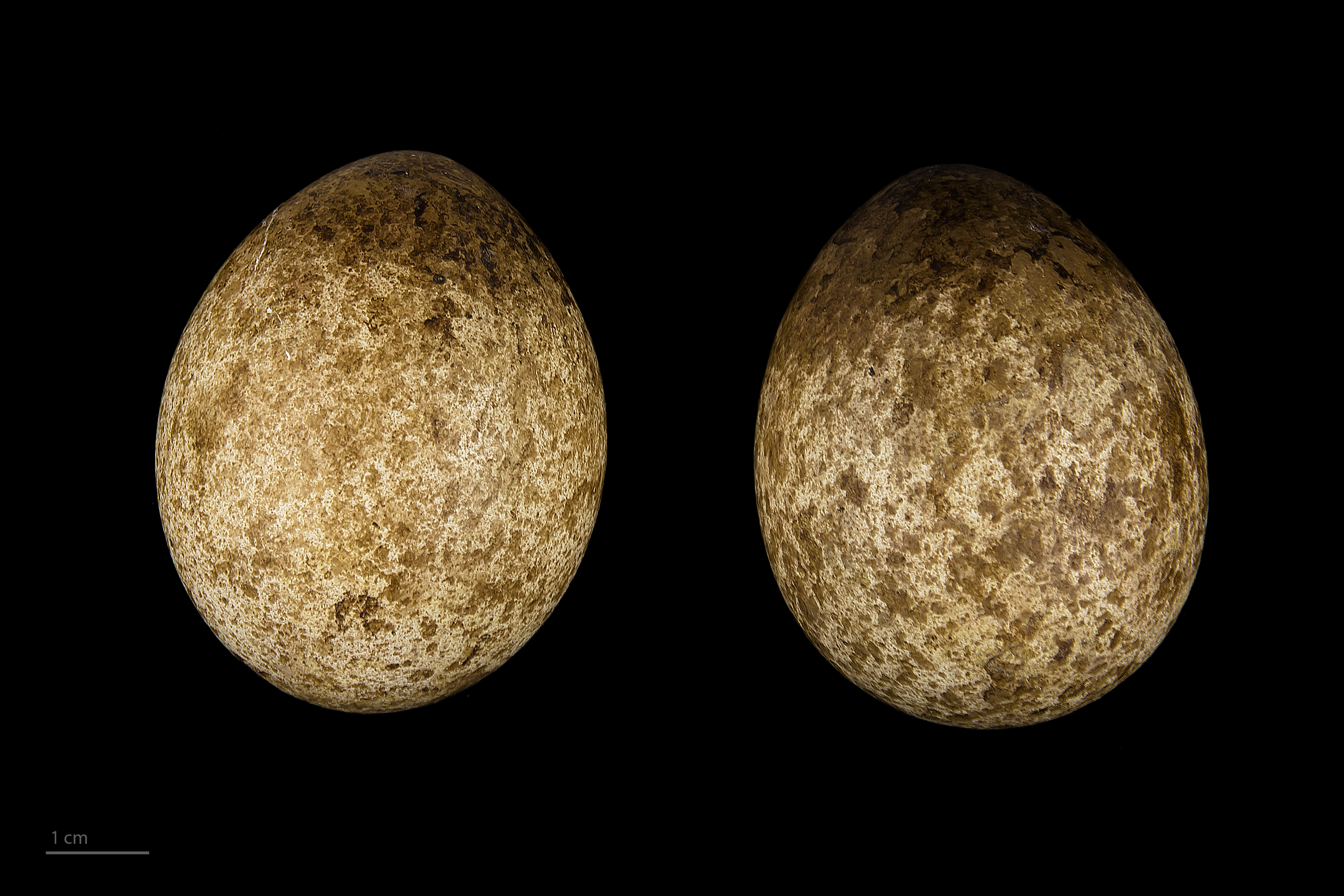
Falco biarmicus erlangeri

ラナーハヤブサ (Falco biarmicus) は、鳥綱ハヤブサ目ハヤブサ科ハヤブサ属に分類される鳥類。

## 分類
以下の亜種の分類・分布は、IOC World Bird List(v 10.2)に従う。
Falco biarmicus biarmicus Temminck, 1825
コンゴ民主共和国からケニア南部、南アフリカ共和国にかけて
Falco biarmicus abyssinicus Neumann, 1904
モーリタニア南部からエチオピア・ソマリア・ケニア北部にかけて
Falco biarmicus erlangeri Kleinschmidt, 1901
アフリカ大陸北西部
Falco biarmicus feldeggii Schlegel, 1843
イタリアからトルコ・アゼルバイジャン・イラン北西部にかけて
Falco biarmicus tanypterus Schlegel, 1843
アフリカ大陸北東部からイスラエル・アラビア半島・イラク

## 人間との関係
20世紀半ばには狩猟や鷹狩り用の採集により、ヨーロッパやイスラエルでは生息数が激減した。分布が非常に広く2016年の時点で絶滅のおそれは低いと考えられ、生息数は増加傾向にあると考えられている。一方で前述の理由だけでなく都市開発や農地開発・道路建設・森林伐採・過放牧・野焼きなどによる生息地の破壊およびそれによる獲物の減少、農薬による中毒、送電線や風力発電の発電機への衝突、ロッククライマーによる攪乱、ハヤブサとの競合などによる影響が懸念されている。1975年のワシントン条約発効時からハヤブサ科単位で、1979年からはハヤブサ目（旧タカ目）単位でワシントン条約附属書IIに掲載されている。